# John Fitzpatrick (sprinter)
John Richardson „Johnny” Fitzpatrick (ur. 21 marca 1907 w Toronto, zm. 9 lipca 1989 tamże) – kanadyjski lekkoatleta specjalizujący się w biegach sprinterskich, uczestnik igrzysk olimpijskich, medalista igrzysk Imperium Brytyjskiego.
W 1928 Kanadyjczyk wystartował w trzech konkurencjach lekkoatletycznych podczas IX Letnich Igrzysk Olimpijskich w Amsterdamie. W biegu na 100 metrów odpadł w fazie półfinałowej. Na dystansie 200 metrów Fitzpatrick awansował do finału, w którym zajął piąte miejsce z czasem 22,1 sekundy.  W sztafecie 4 × 100 metrów, Fitzpatrick biegł na drugiej zmianie, a ekipa kanadyjska została zdyskwalifikowana w biegu finałowym.
W 1930 Fitzpatrick wziął udział w zawodach lekkoatletycznych podczas I Igrzysk Imperium Brytyjskiego w kanadyjskim mieście Hamilton. Zdobył on tam tytuł mistrza Imperium w sztafecie 4 × 110 jardów (biegł na drugiej zmianie), wicemistrza Imperium na dystansie 220 jardów i brązowy medal na dystansie 100 jardów.
Dwukrotny rekordzista kraju w sztafecie.
Reprezentował barwy klubu HOC z Hamilton.
John Fitzpatrick jest wynalazcą tzw. „kopuły Fitzpatricka”, specjalnej budowli przeznaczonej do przechowywania w odpowiednich warunkach soli drogowej. Pierwsze tego typu obiekty powstały w kanadyjskiej prowincji Ontario w 1968. Obecnie są szeroko stosowane w wielu krajach świata, w tym w Polsce.

## Rekordy życiowe
- bieg na 100 metrów - 10,6 (1930)
- bieg na 200 metrów - 21,7 (1928)